# Sarah Arató
Sarah Arató (* 2. května 1994) je slovenská herečka.
V dětství žila v Německu. Studovala hudebně-dramatický obor na konzervatoři v Bratislavě a VŠMU v Bratislavě. Účinkuje ve Slovenském národném divadle a v Divadle Astorka.

## Divadlo

### SND
- Viliam Klimáček: Zjavenie

### Divadlo Astorka
- Nikolaj Vasiljevič Gogol: Revizor
- Arthur Miller: Pohled z mostu
- Thomas Vinterberg a Mogens Rukov: Komuna

## Televize

### Filmy
- 2018: Zoufalé ženy dělají zoufalé věci
- 2019: Moje povstanie 2

### Seriály
- 2018: Oteckovia
- 2018: Inspektor Max
- 2020: Červené pásky
- 2020: Místo zločinu Ostrava
- 2021: Najhorší týždeň môjho života
- 2022: Druhá šanca
- 2023: Dunaj, k vašim službám